# Eliteserien (Schach) 2010/11
Die Eliteserien 2010/11 (alternative Bezeichnung: Chess Attack-Serien nach dem Hauptsponsor) war die fünfte Spielzeit der norwegischen Eliteserien im Schach.
Norwegischer Mannschaftsmeister wurde der Titelverteidiger Oslo Schakselskap. Aus der 1. divisjon waren im Vorjahr der Nordstrand Sjakklubb und die Trondheim Sjakkforening aufgestiegen, die beide direkt wieder abstiegen.
Zu den gemeldeten Mannschaftskadern der teilnehmenden Vereine siehe Mannschaftskader der Eliteserien (Schach) 2010/11.

## Spieltermine
Die Wettkämpfe fanden statt am 5., 6. und 7. November 2010, 21., 22. und 23. Januar, 1., 2. und 3. April 2011. Alle Wettkämpfe wurden zentral in Oslo ausgerichtet.

## Saisonverlauf
Nachdem die Oslo Schakselskap in der vierten Runde dem Moss Schakklub unterlag, lag sie bis zur siebten Runde hinter Porsgrunn Team Buer auf dem zweiten Platz. Durch einen Sieg im direkten Vergleich übernahm Oslo die Spitze und behauptete diesen in der Schlussrunde.
Vor der letzten Runde war der Abstieg der Trondheim Sjakkforening nicht zu vermeiden, für den zweiten Abstiegsplatz kamen mit dem Asker Schakklubb, dem Akademisk Sjakklubb Oslo, SOSS und dem Nordstrand Sjakklubb noch vier Mannschaften in Frage. In der letzten Runde siegte Asker gegen SOSS und Akademisk gegen Nordstrand, so dass Nordstrand abstieg.

## Abschlusstabelle
| Pl. | Verein                      | Sp | G | U | V | MP   | Brett-P.  |
| --- | --------------------------- | -- | - | - | - | ---- | --------- |
| 01. | Oslo Schakselskap (M)       | 9  | 8 | 0 | 1 | 16:2 | 36,5:17,5 |
| 02. | Porsgrunn Team Buer         | 9  | 7 | 1 | 1 | 15:3 | 32,0:22,0 |
| 03. | Schakklubben av 1911        | 9  | 6 | 1 | 2 | 13:5 | 32,5:21,5 |
| 04. | Bergens Schakklub           | 9  | 5 | 1 | 3 | 11:7 | 28,5:25,5 |
| 05. | Asker Schakklubb            | 9  | 4 | 0 | 5 | 8:10 | 26,0:28,0 |
| 06. | Akademisk Sjakklubb Oslo    | 9  | 3 | 2 | 4 | 8:10 | 26,0:28,0 |
| 07. | Moss Schakklub              | 9  | 4 | 0 | 5 | 8:10 | 25,5:28,5 |
| 08. | SOSS                        | 9  | 2 | 2 | 5 | 6:12 | 24,0:30,0 |
| 09. | Nordstrand Sjakklubb (N)    | 9  | 2 | 1 | 6 | 5:13 | 21,5:32,5 |
| 10. | Trondheim Sjakkforening (N) | 9  | 0 | 0 | 9 | 0:18 | 17,5:36,5 |

## Entscheidungen
|     | Norwegischer Meister: Oslo Schakselskap                                     |
|     | Absteiger in die 1. divisjon: Nordstrand Sjakklubb, Trondheim Sjakkforening |
| (M) | Meister der letzten Saison                                                  |
| (N) | Aufsteiger der letzten Saison                                               |

## Kreuztabelle
| Ergebnisse | Ergebnisse               | 01. | 02. | 03. | 04. | 05. | 06. | 07. | 08. | 09. | 10. |
| ---------- | ------------------------ | --- | --- | --- | --- | --- | --- | --- | --- | --- | --- |
| 01.        | Oslo Schakselskap        |     | 3½  | 4½  | 4½  | 5   | 3½  | 2   | 4   | 4½  | 5   |
| 02.        | Porsgrunn Team Buer      | 2½  |     | 4   | 4   | 3½  | 3   | 4   | 4   | 3½  | 3½  |
| 03.        | Schakklubben av 1911     | 1½  | 2   |     | 3   | 3½  | 4   | 4½  | 4   | 5   | 5   |
| 04.        | Bergens Schakklub        | 1½  | 2   | 3   |     | 2   | 3½  | 4½  | 3½  | 4   | 4½  |
| 05.        | Asker Schakklubb         | 1   | 2½  | 2½  | 4   |     | 2   | 4   | 4   | 2½  | 3½  |
| 06.        | Akademisk Sjakklubb Oslo | 2½  | 3   | 2   | 2½  | 4   |     | 2   | 3   | 3½  | 3½  |
| 07.        | Moss Schakklub           | 4   | 2   | 1½  | 1½  | 2   | 4   |     | 2   | 4   | 4½  |
| 08.        | SOSS                     | 2   | 2   | 2   | 2½  | 2   | 3   | 4   |     | 3   | 3½  |
| 09.        | Nordstrand Sjakklubb     | 1½  | 2½  | 1   | 2   | 3½  | 2½  | 2   | 3   |     | 3½  |
| 10.        | Trondheim Sjakkforening  | 1   | 2½  | 1   | 1½  | 2½  | 2½  | 1½  | 2½  | 2½  |     |

## Die Meistermannschaft
| 1.            | Oslo Schakselskap |
| Schachfiguren | Jon Ludvig Hammer, Emanuel Berg, Leif Erlend Johannessen, Axel Heinz, Leif Øgaard, Atle Grønn, Kristian Trygdstad, Andreas Moen, Daniel Jakobsen Kovachev, Ørnulf Stubberud, Nicolai Getz, Roar Elseth, Mats Persson. |